# Lars Israel Wahlman
Lars Israël Wahlman, egentligen Israel Laurentius Wahlman, född 17 april 1870 i Hedemora, död 18 september 1952 i Danderyd, var en svensk arkitekt. Han var en företrädare för Arts and Crafts i Sverige och hans arkitektur var nationalromantisk. Bland kända byggnader som Wahlman ritat, är exempelvis Tjolöholms slott, Engelbrektskyrkan och Villa Tallom.

## Liv och verk

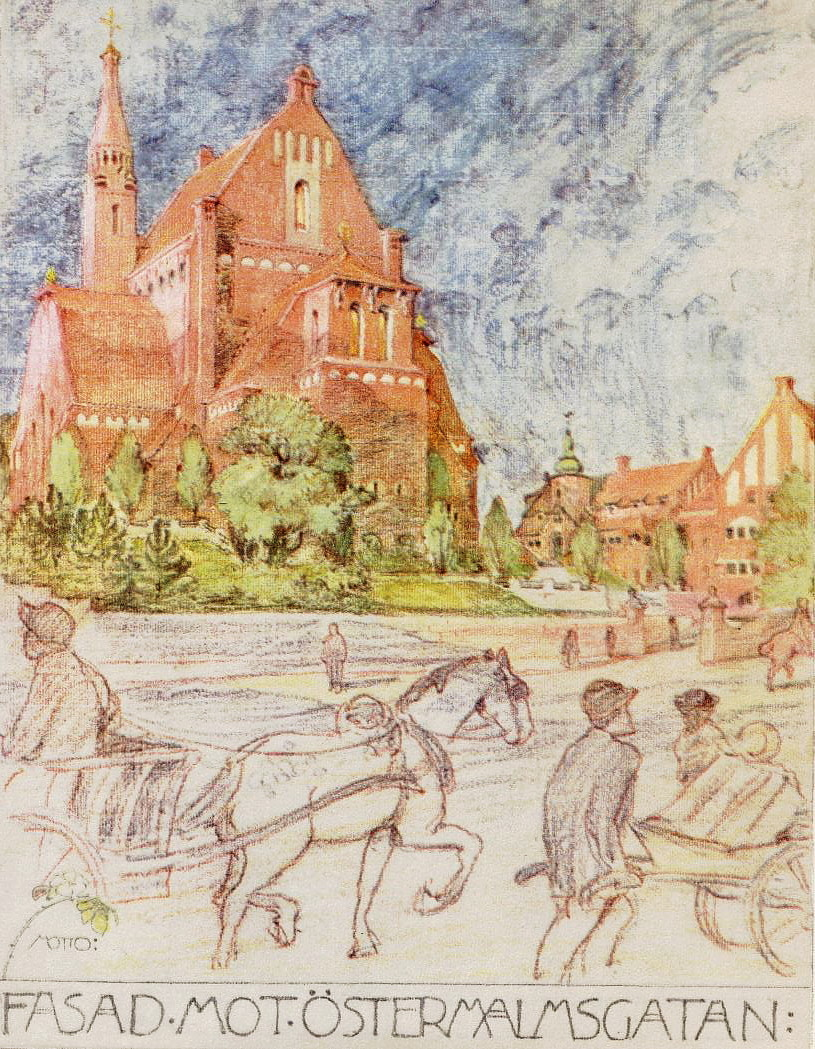
Wahlmans tävlingsförslag från 1906 med Engelbrektskyrkan till vänster och Engelbrekts församlingshus till höger.

Lars Israel Wahlman var son till rektorn vid Pedagogien i Hedemora, Johan Israel Wahlman och Emma Juliana Katrina Berg. Föräldrarna gav honom namnet Israël Laurentius. Genom omkastning av namnen blev hans initialer LIW. Han var far till arkitekten Jan Wahlman och farfar till dennes son arkitekten Lars Wahlman (1929–2018), som var gift med skådespelaren Mona Malm.
Han studerade under Isak Gustaf Clason vid Kungliga Tekniska högskolan (KTH) 1889–1893 och även i Clasons ateljéer.
Efter sin examen vid KTH blev Wahlman assistent där 1894 och var professor i husbyggnadslära 1912–1935. Han undervisade i landskapsarkitektur och dess historia samt i traditionell timmerbyggnadsteknik och skrev många artiklar i dessa ämnen.
Han utvecklade sin stil genom influenser av brittisk villa- och landskapsarkitektur, den brittiska arkitekten Baillie Scott och jugendstil, som han aldrig övergav. Den engelska Arts and Crafts-rörelsens inverkan kan märkas i intresset för konsthantverk. Han framhävde gärna naturmaterialen i fasaderna, som gärna skulle ha en rå yta. Inspirerad av hantverkstraditionen från sin födelsebygd i Dalarna tillämpade han sina rön i den egna villabyggnaden "Villa Tallom" i Stocksund, Danderyds kommun. Hans många kyrkobyggen gjorde att han även intresserade sig för akustik.
Tillsammans med andra arkitekter medverkade Wahlman vid utformningen av Norra begravningsplatsen i Stockholm.
Som kyrkobyggare och kyrkoarkitekt fullföljde han utformningen in i minsta detalj med belysningsarrangemangen, textiler, silver och andra pretiösa. Han formgav altarkrucifix, mässhakar och brudkronan för Engelbrektskyrkan, altarkrucifix till Sandvikens kyrka, Oscars kyrka och Uppsala domkyrka. Krucifixen var utförda i silver eller trä där Kristusgestalten ersattes av en törneslinga och de fem såren av rosornas ädelstenar. I sitt samarbete med silversmeden Jacob Ängman fann han en genuin tolkare av sina intentioner och tillsammans utarbetade de utkast för altarsilver till Maria kyrka i Helsingborg och Lunds domkyrka. I samarbete med silversmeden John Lundqvist utförde han kyrksilver till Sankt Petri kyrka i Malmö. Som illustratör medverkade han i Ord&Bild. Wahlman är representerad med handteckningar vid Nationalmuseum och i Konstakademiens arkiv med skissböcker och teckningar.
Wahlman är begravd på Danderyds kyrkogård.

## Verk i urval
- Hjularöds slott i Skåne, 1894–1897. I samarbete med sin gamle lärare Isak Gustaf Clason.
- Tjolöholms slott i Halland i Tudorstil, 1897–1904. (Dock inte Tjolöholms kyrka, som är ritad av Hans Hedlund.)
- Ritade andra våningen varmed Trystorps Herrgård i Närke tillbyggdes, 1898–1899
- "Wahlmanska huset", Hedemora, 1899
- Villa Trefnan, Hedemora, 1901
- Trotzgården, Hedemora, 1901
- Lars Yngströms sommarbostad Norhaga, Hinsoret 1903–1906
- Villa Tallom, Stocksund, 1904, hans eget hem
- Carl Fredrik von Hermanssons mausoleum vid Färna herrgård, 1904
- Villa Wahlman i Ronneby, 1906-1907
- Gustav Adolfskapellet i Lützen, 1906–1907
- Odd Fellowshuset, Trollhättan, 1908-1909
- Engelbrektskyrkan och Engelbrekts församlingshus på Östermalm i Stockholm, 1910–1914.
- Cedergrenska tornet, Stocksund, omkring 1921.
- Stora Skedvi kyrka, 1920–1922.
- Svenska Margaretakyrkan i dåvarande Kristiania (numera Oslo) 1922–1925
- Nynäshamns kyrka, 1919–1929
- Ansgarskapellet vid Birka på Björkö i Mälaren, 1930
- Tranås kyrka, Småland, 1930
- Sandvikens kyrka, 1929–1931
- Hornblåsaren 34 (Oscars församlingshem), 1933
- Kapell vid Djursholms begravningsplats, 1938
- Östersunds Nya eller Stora kyrka, 1940
- Rådhusannexet, Hedemora

## Bilder, verk i urval

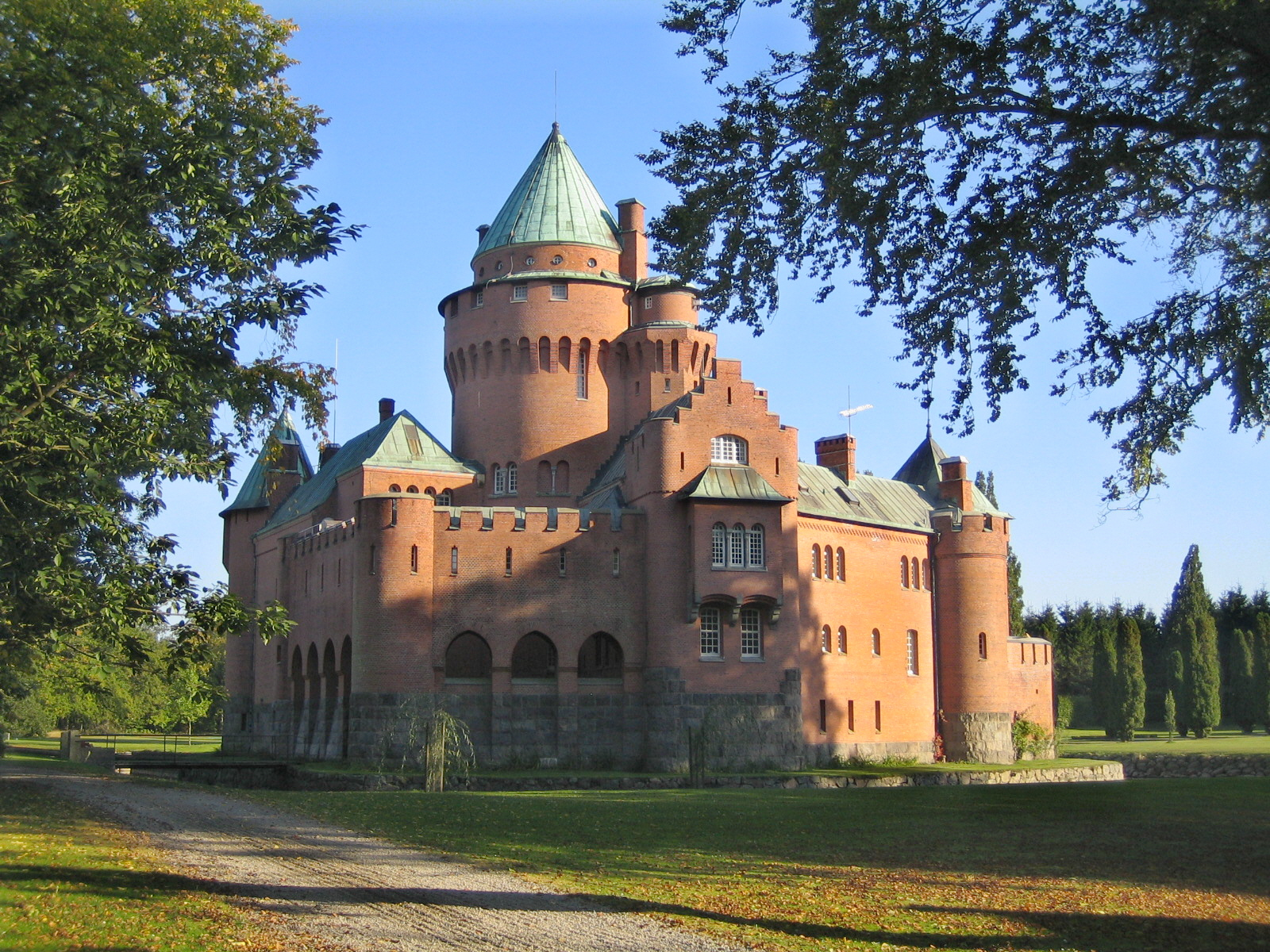
Hjularöds slott, samarbete med Isak Gustaf Clason, 1897
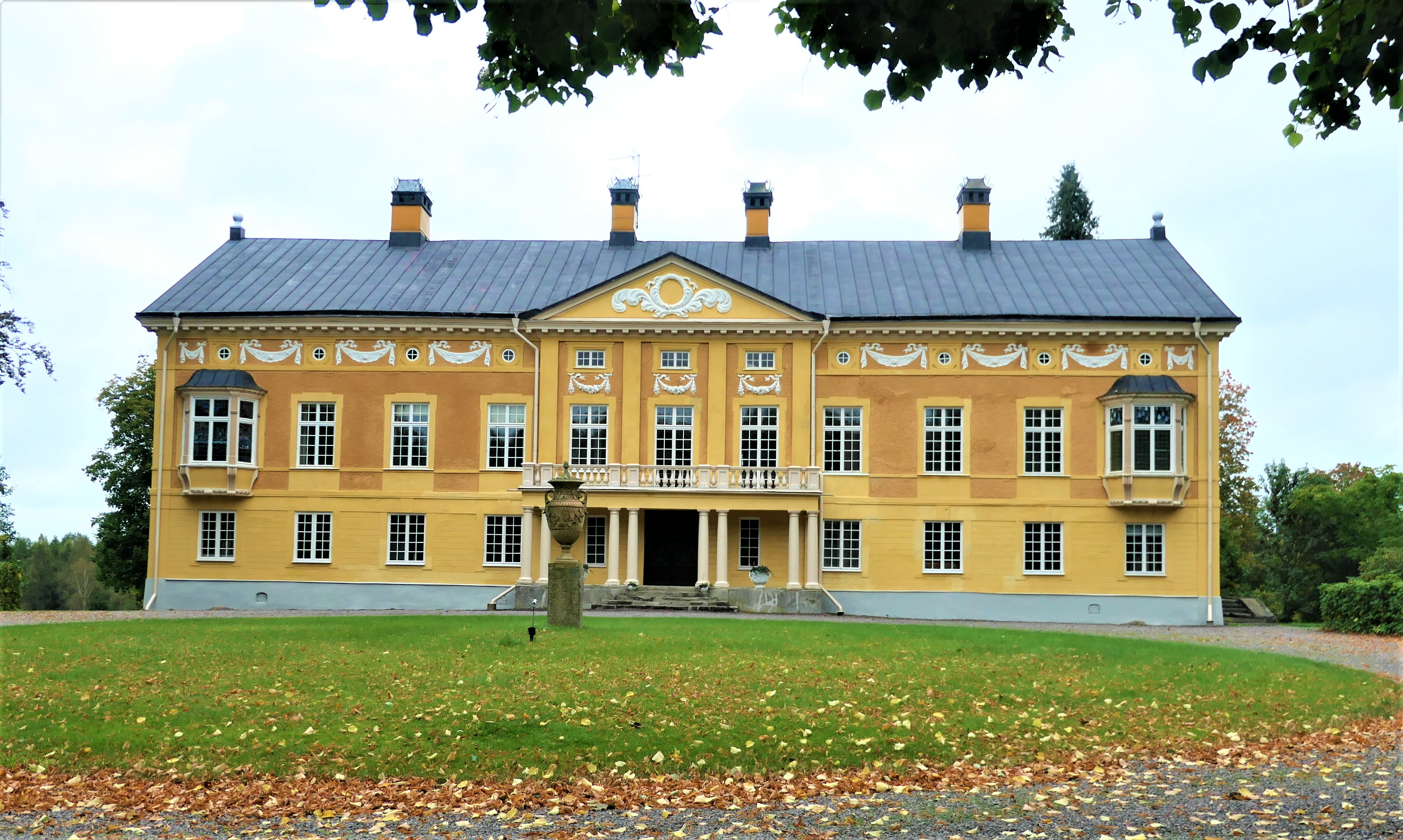
Trystorps slott, tillbyggnad andra våningen, 1899
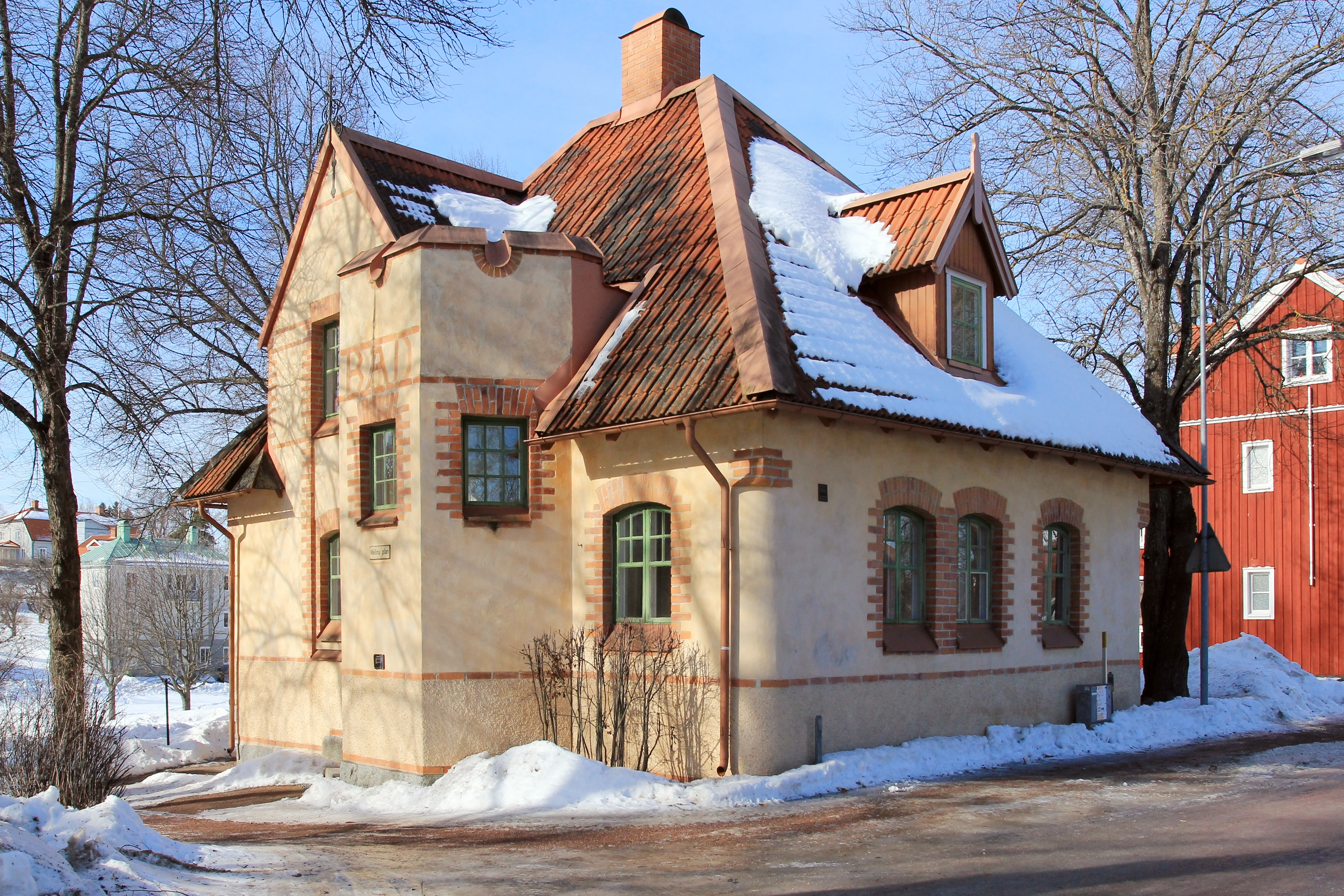
Wahlmanska huset, 1899
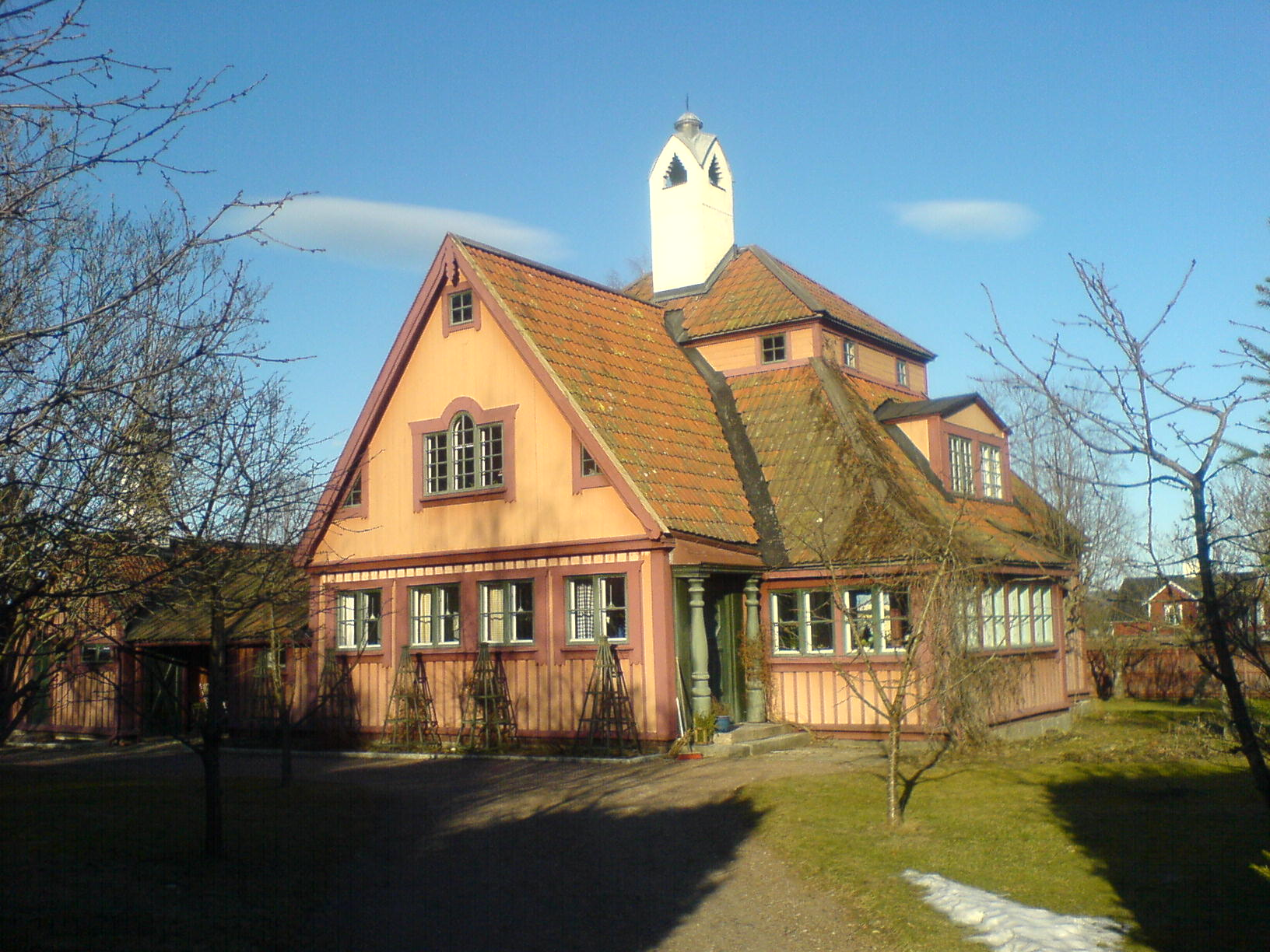
Trotzgården, 1901
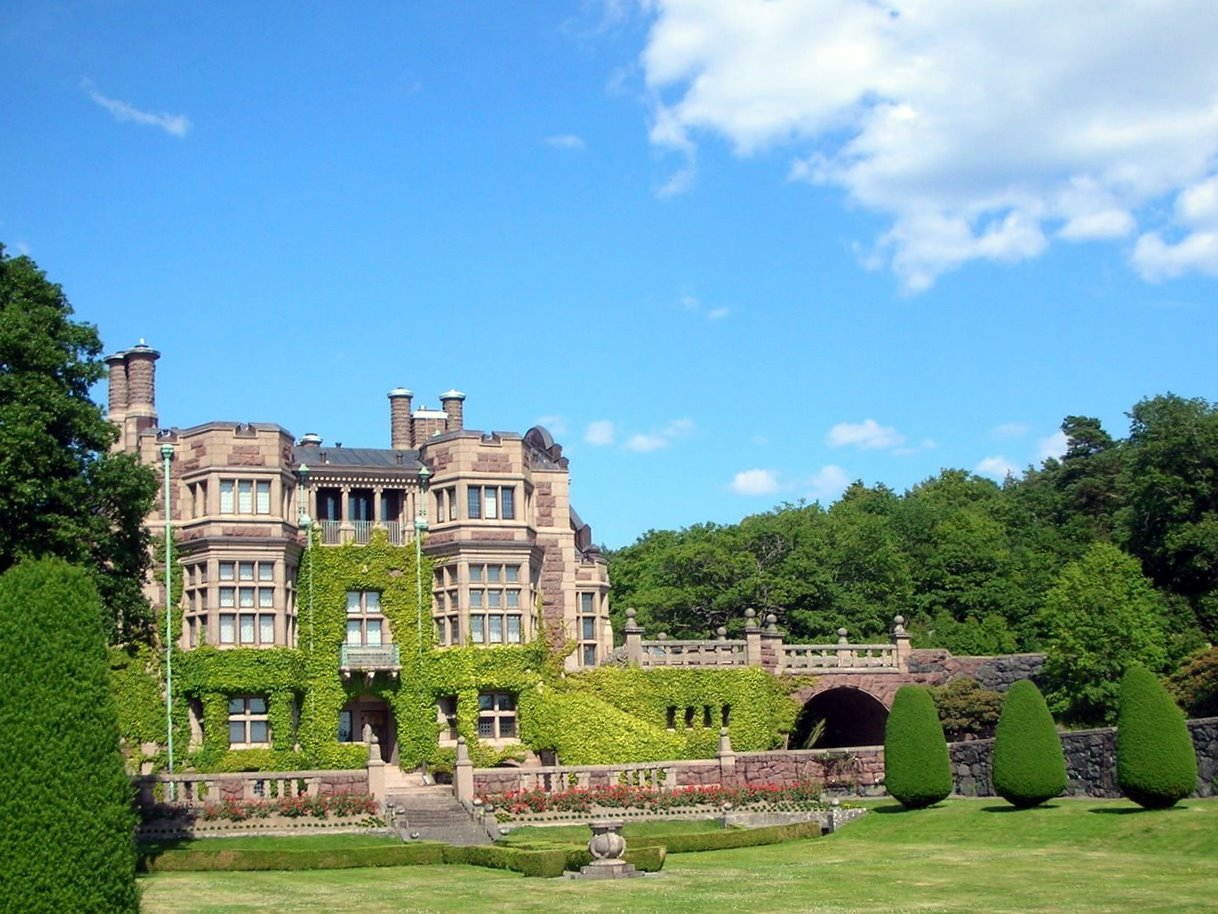
Tjolöholms slott, 1904
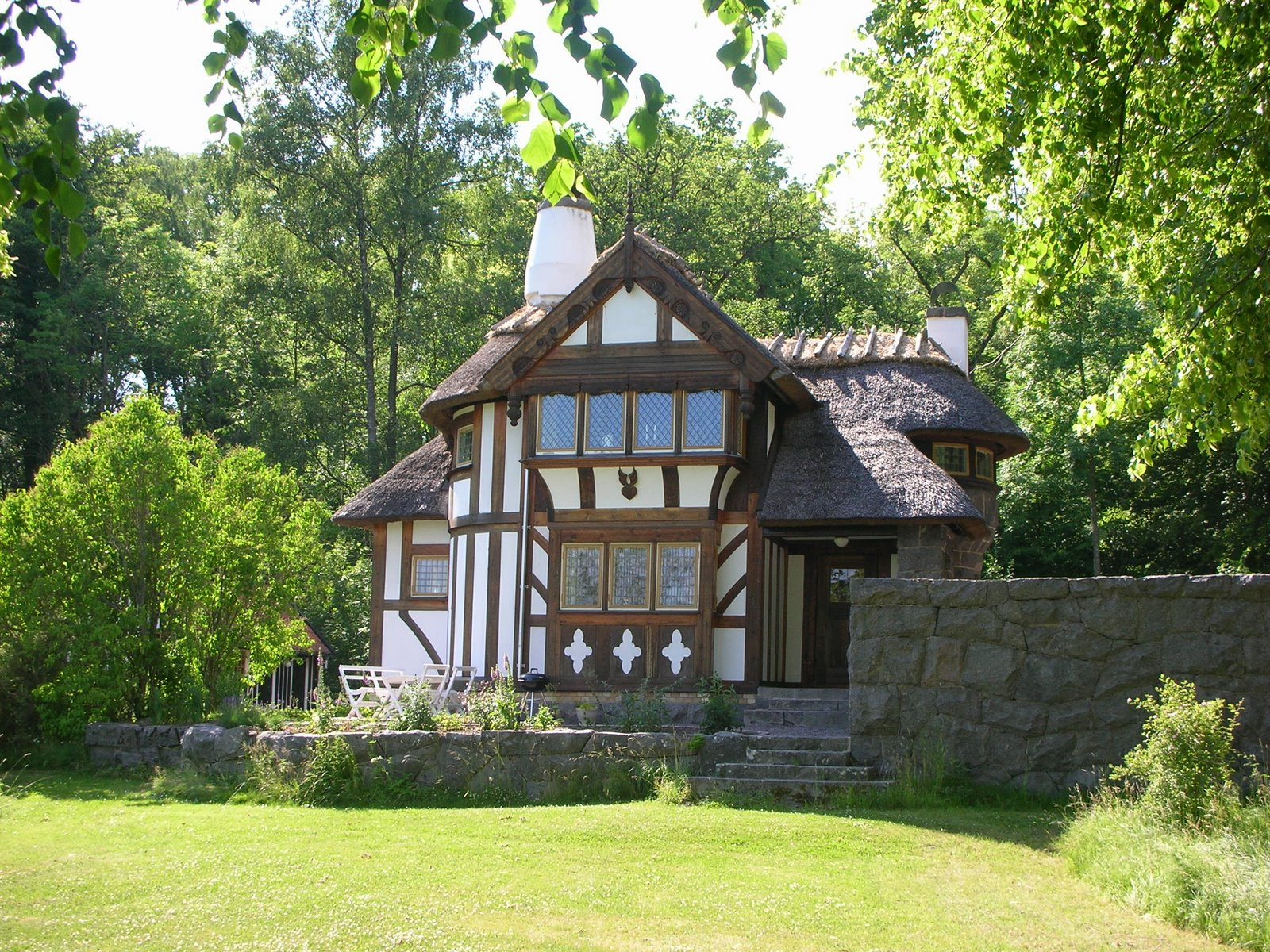
Grindstugan vid Tjolöholms slott
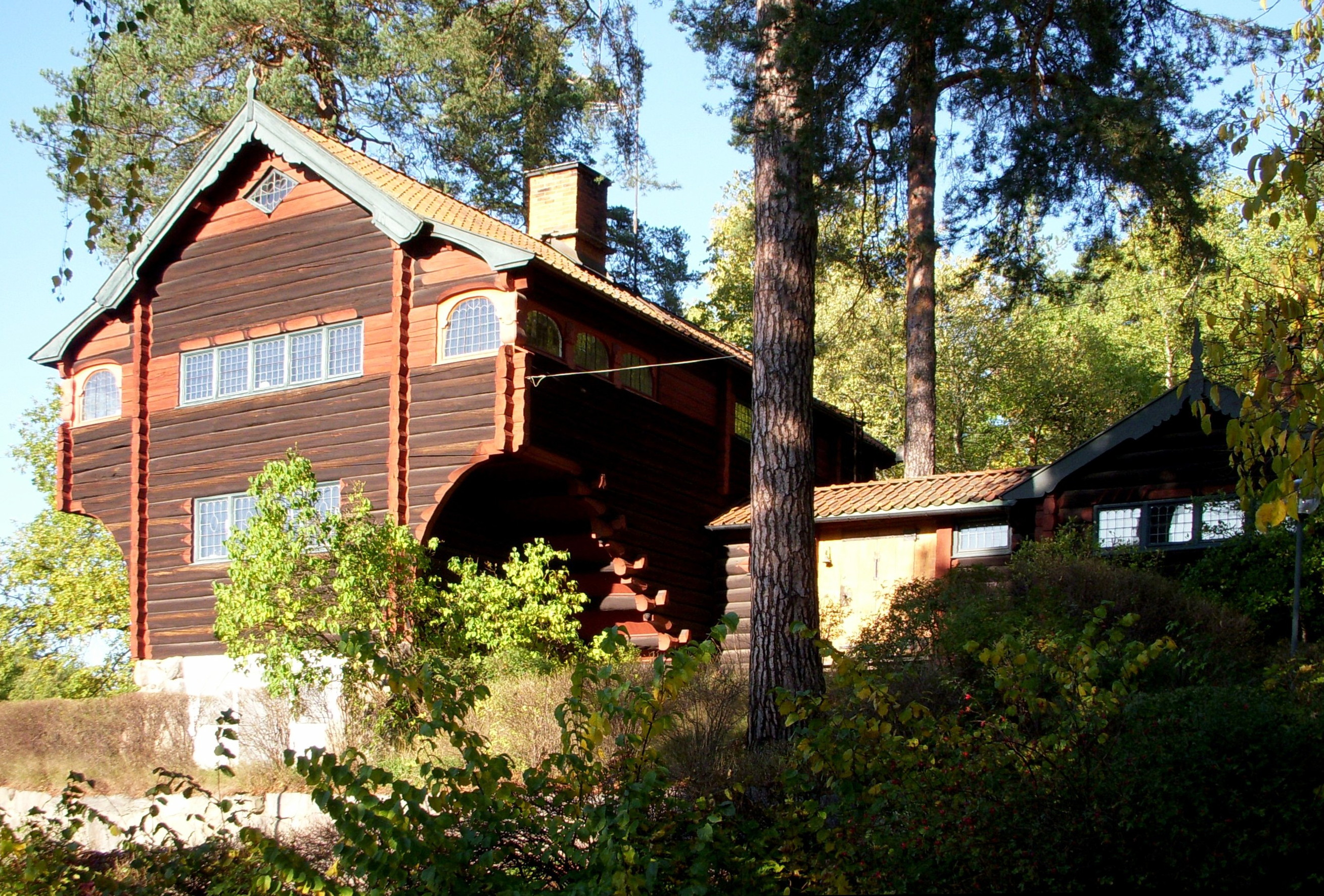
Villa Tallom, 1904 (den egna bostaden)
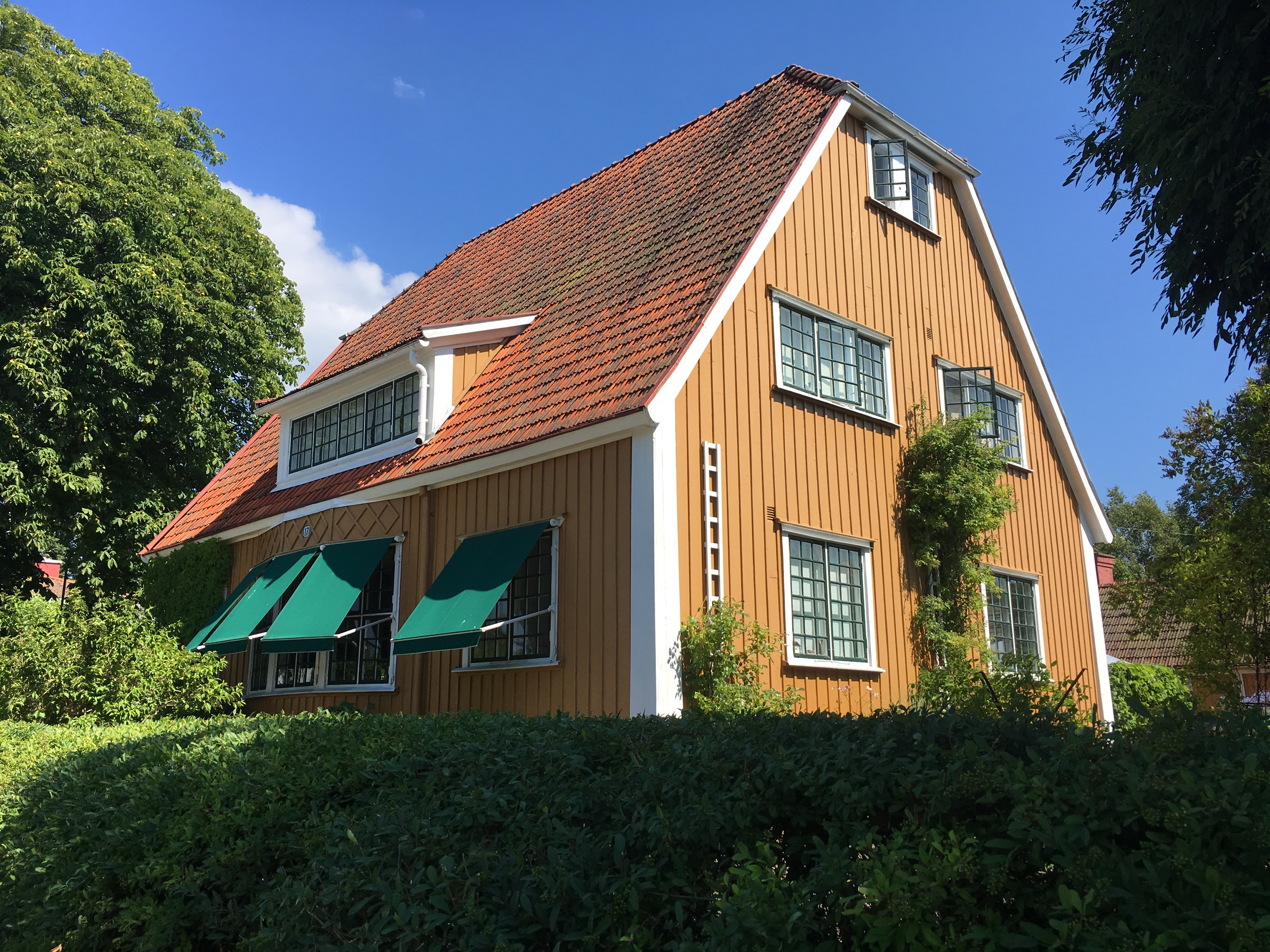
Villa Wahlman, 1906
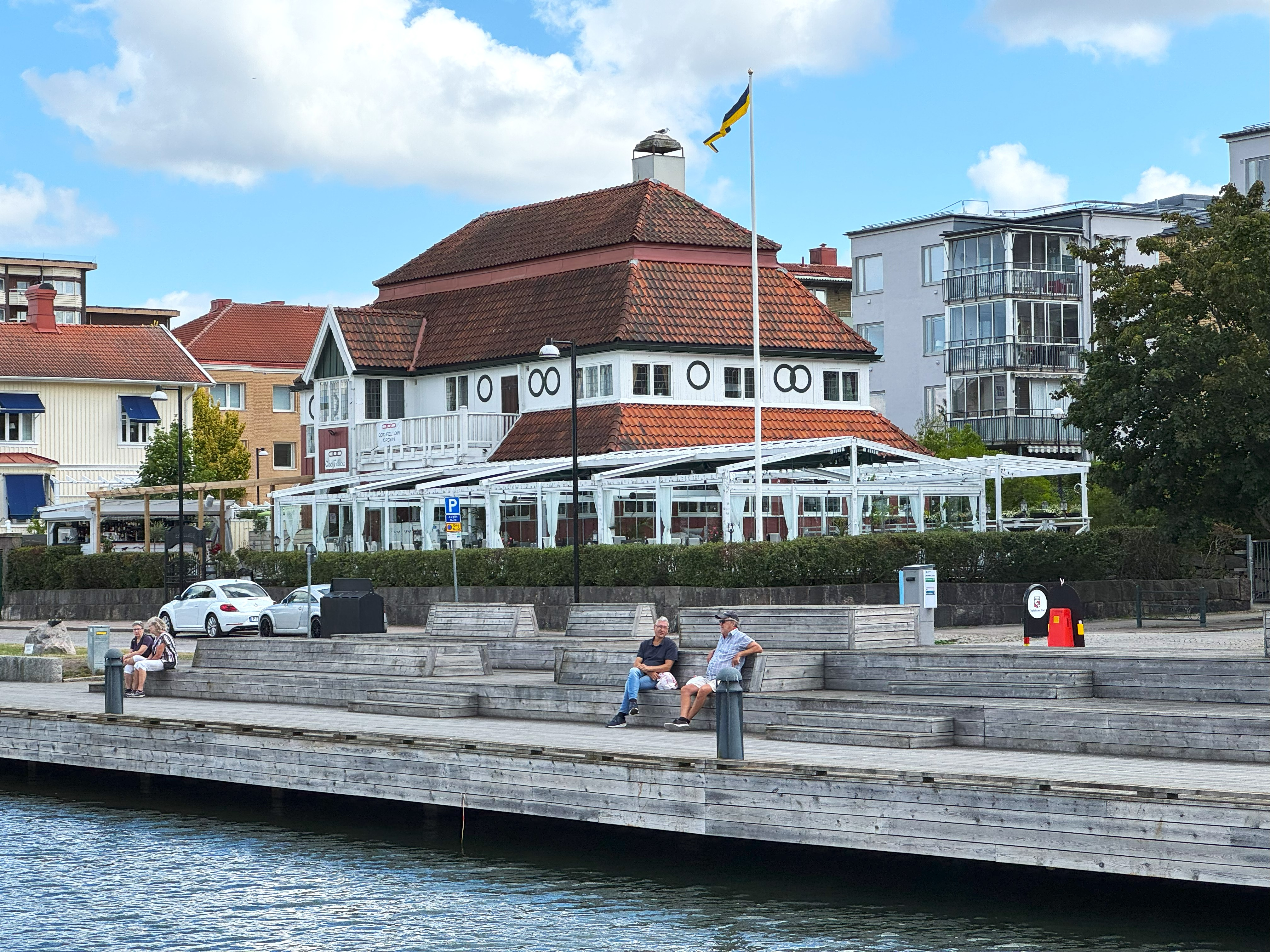
Odd Fellowshuset, Trollhättan, 1908-1909
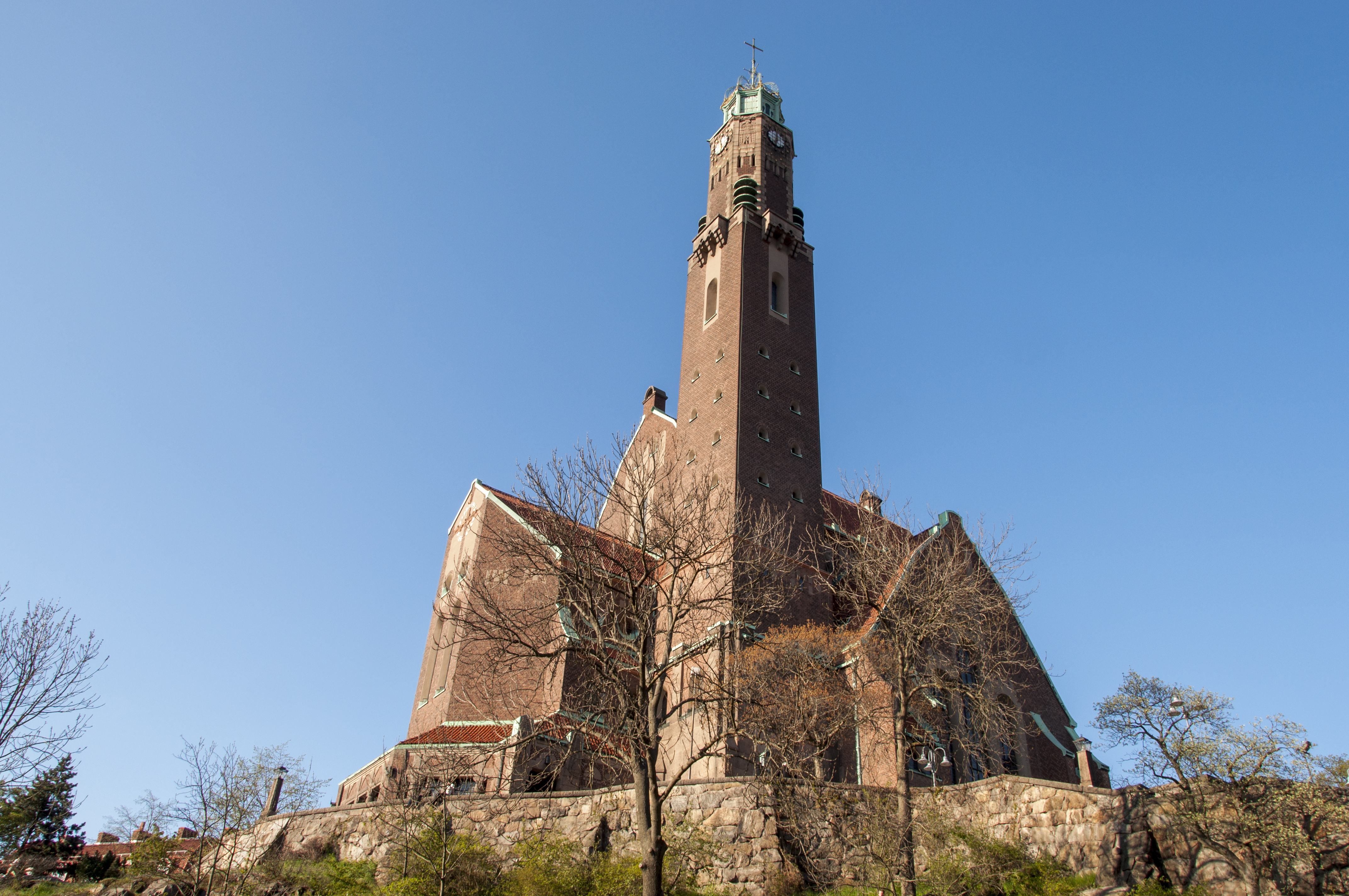
Engelbrektskyrkan, 1914
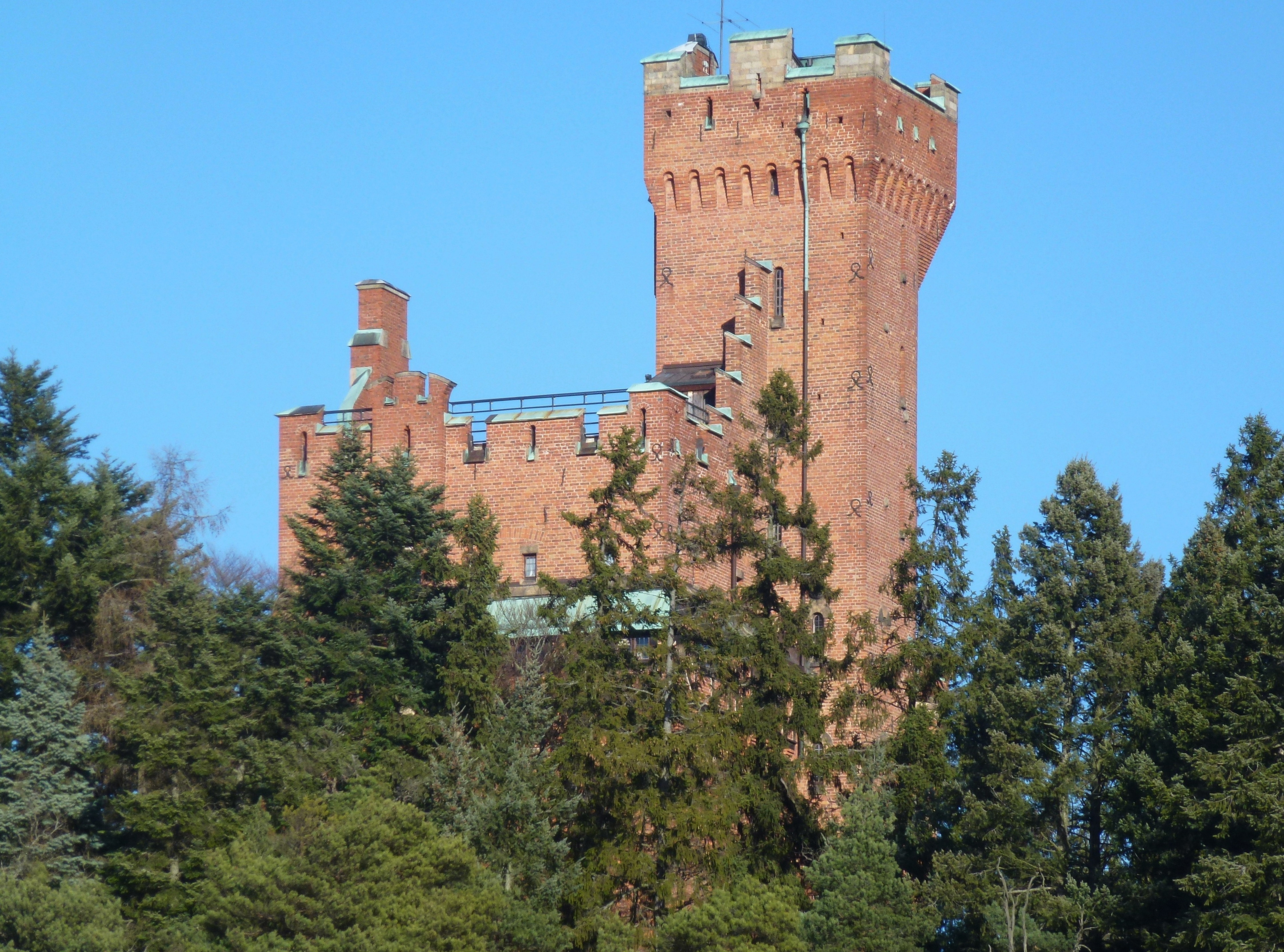
Cedergrenska tornet
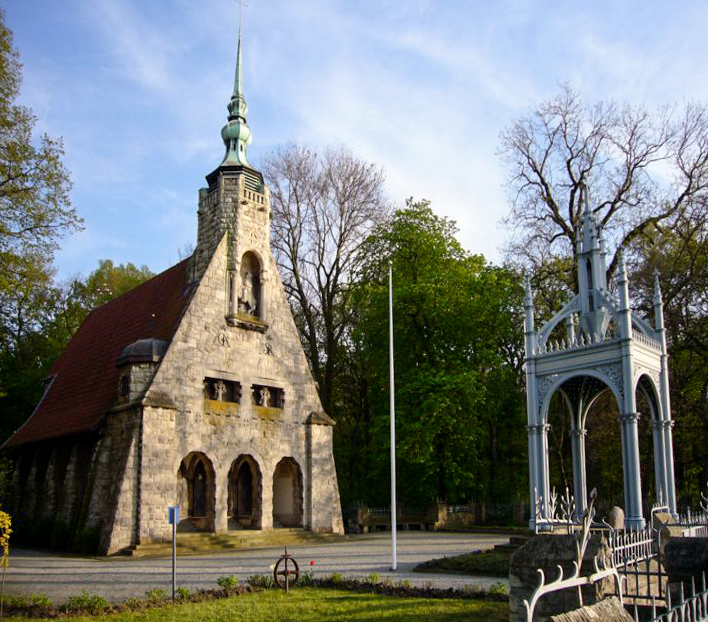
Gustav Adolfskapellet vid minnesplatsen Gustav-Adolf-Gedenkstätte, Lützen
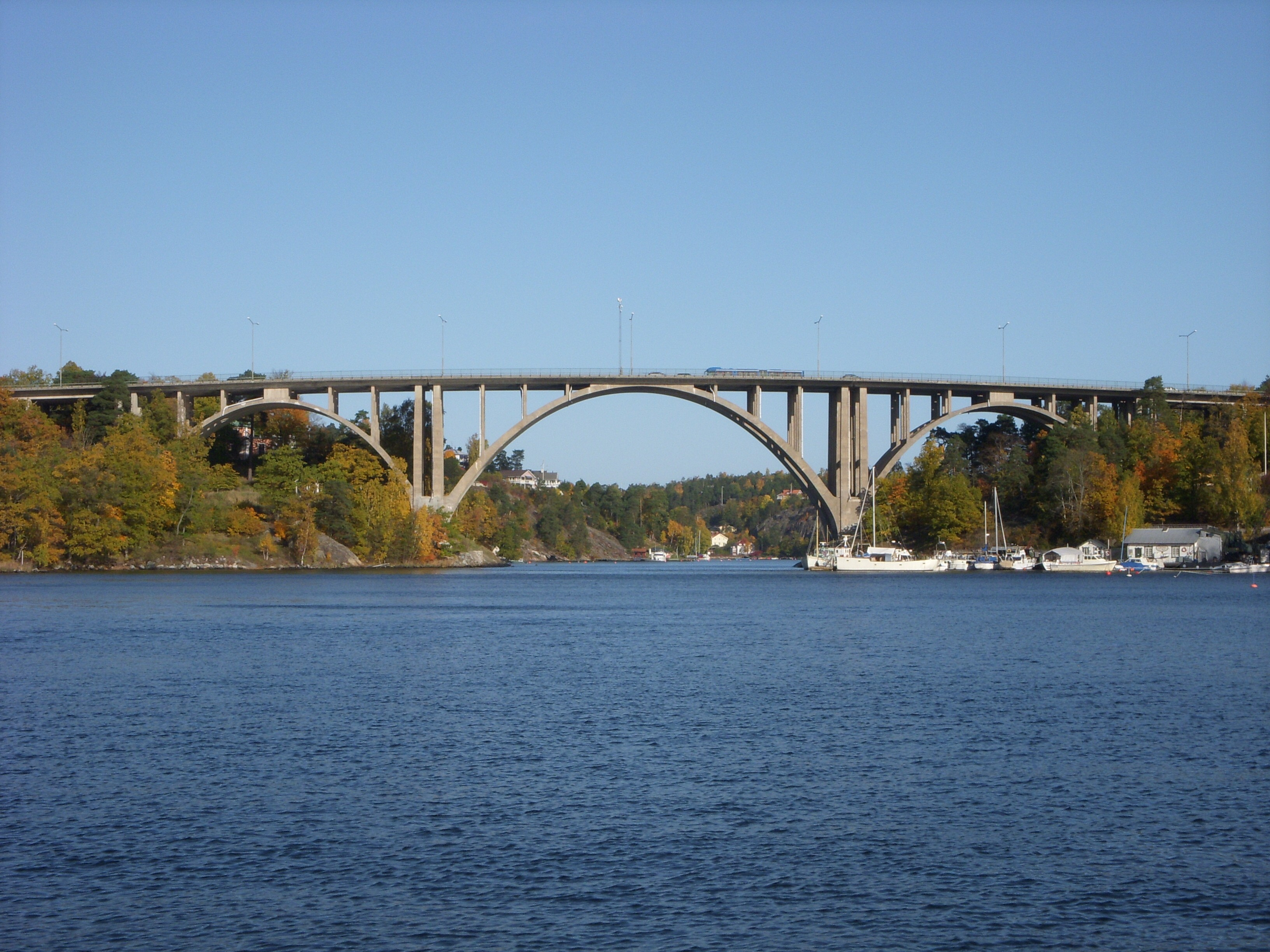
Skurubron, 1955 (postumt)
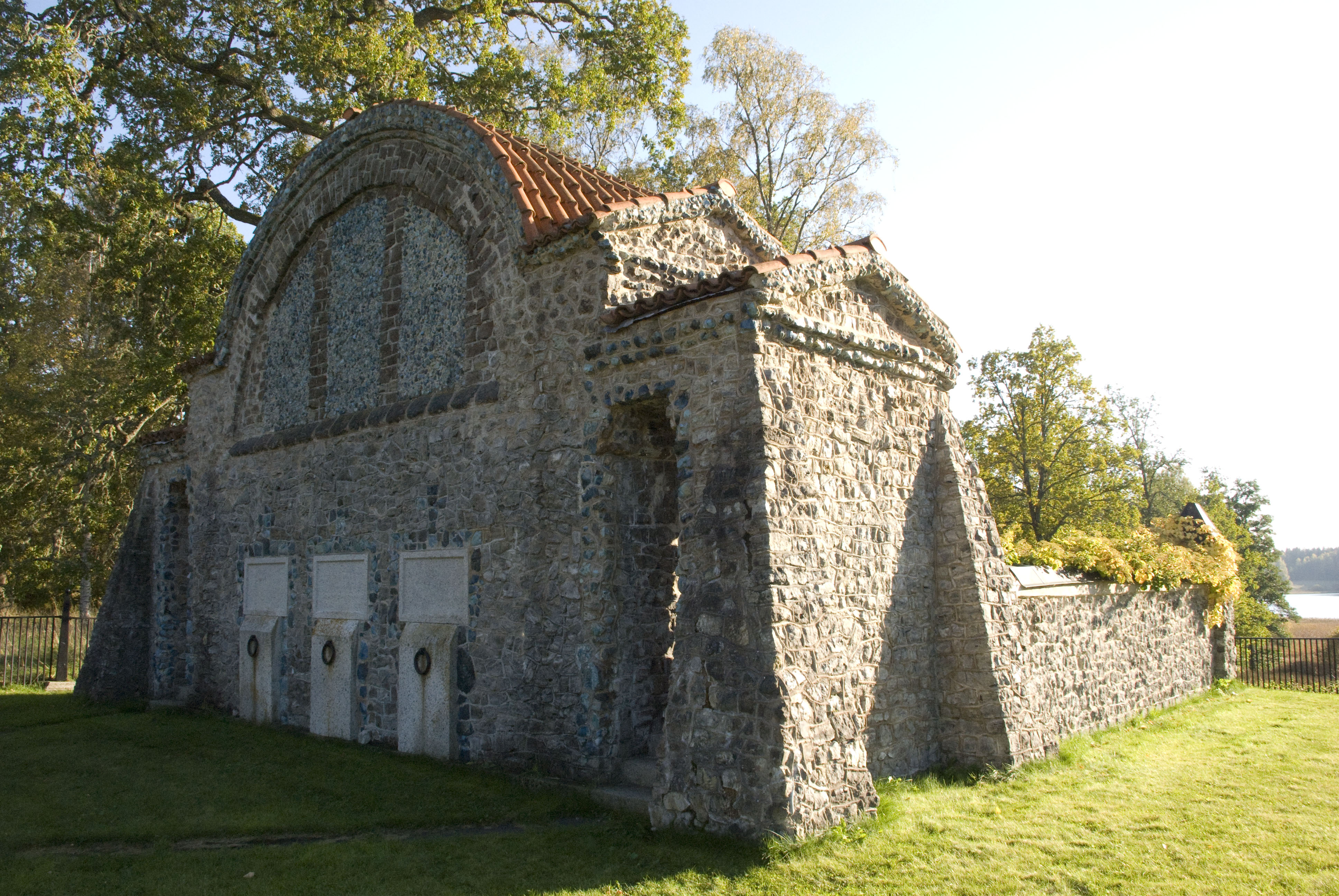
von Hermanssons mausoleum, 1904

## Övriga arbeten och uppdrag i urval
- 1903–1905: Renovering av Rottneby herrgård, Falun
- 1919–1934: Ledde restaurering av interiören av Oscarskyrkan, Stockholm
- 1927–1929: Ledde restaurering av interiören av Maria Magdalena kyrka, Stockholm
- 1946–1950: Ledde restaurering av interiören av Sofia kyrka, Stockholm
- 1950-talet: Rådgivare vid ombyggnaden av Skurubron, Nacka